# Tarzetta cupularis
Tarzetta cupularis (L.) Svrček  – gatunek grzybów z rodziny Tarzettaceae.

## Systematyka i nazewnictwo
Pozycja w klasyfikacji według Index Fungorum: Tarzeta, Tarzettaceae, Incertae sedis, Incertae sedis, Pezizomycetes, Pezizomycotina, Ascomycota, Fungi.
Po raz pierwszy takson ten zdiagnozował w 1753 r. Karol Linneusz nadając mu nazwę Peziza cupularis. Obecną, uznaną przez Index Fungorum nazwę nadał mu w 1981 r. Mirko Svrček przenosząc go do rodzaju Tarzetta.
Synonimy:
- Aleuria cupularis (L.) Gillet 1879
- Geopyxis cupularis (L.) Sacc. 1889
- Peziza cupularis L. 1753
- Pustularia cupularis (L.) Fucke 1870
- Pustulina cupularis (L.) Eckblad 1968
- Tarzetta cupularis (L.) Svrček 1981 var. cupularis

Nazwa rodzaju pochodzi od włoskiego słowa tazetta oznaczającego mały kubek. Nazwa gatunkowa pochodzi od łacińskiego słowa cupularis oznaczającego małą filiżankę.

## Morfologia
Owocnik
Średnica 0,5–2 cm. Za młodu kulisty z niewielkim szczytowym otworkiem, potem kieliszkowaty, pucharkowaty lub kielichowaty, w końcu miskowaty. Brzeg wyraźnie ząbkowany lub pofalowany. Trzon o długości 2–10 mm, często ukorzeniony. Powierzchnia zewnętrzna delikatnie ziarnista lub płatowata, o barwie jasnożółtoszarej lub kremowej, czasami brązowawej. Powierzchnia wewnętrzna gładka, jasnożółtawa. Znajduje się na niej hymenofor. Miąższ kruchy, cienki, białawy, bez smaku i zapachu.
Cechy mikroskopowe
Zarodniki elipsoidalne, gładkie, hialinowe z dwoma dużymi kroplami. Mają rozmiar 18–22 × 13–15 µm. Worki 8-zarodnikowe. Parafizy nie podzielone.

## Występowanie i siedlisko
Opisano występowanie tego gatunku tylko w Ameryce Północnej i w Europie. Na obydwu tych kontynentach jest szeroko rozprzestrzeniony. Na północy sięga po 65 stopień szerokości geograficznej w Islandii i na Półwyspie Skandynawskim. W Polsce jest dość częsty.  
Rośnie na gołej ziemi w lasach, parkach, i ogrodach. Preferuje gleby ilaste, bogate w wapń, z dużą zawartością próchnicy. Owocniki pojawiają się od kwietnia do października, pojedynczo lub w małych grupach. Czasami rośnie na hałdach trocin i zrębków, w ściółce leśnej, czasami na wypaleniskach.
Saprotrof. Grzyb niejadalny.

## Gatunki podobne
W Polsce występuje bardzo podobny gatunek – Tarzetta catinus. Jest jednak wyraźnie większy (średnica do 5 cm). Czasami niezbędne do rozróżnienia tych gatunków jest badanie mikroskopowe parafiz. Tarzetta gaillardiana jest dużo mniejsza (owocniki o średnicy do 8 mm) i ma większe zarodniki. Garstnica wypaleniskowa (Geopyxis carbonaria) ma owocniki  o barwie bardziej pomarańczowej lub ochrowej, na stronie zewnętrznej raczej gładkie i rośnie tylko na wypaleniskach.